# Liste der Nummer-eins-Hits in Österreich (2005)
Diese Liste enthält alle Nummer-eins-Hits in Österreich im Jahr 2005. Sie basiert auf den Top 75 der österreichischen Charts bei den Singles und bei den Alben. Es gab in diesem Jahr 11 Nummer-eins-Singles und 25 Nummer-eins-Alben.

## Singles
| ← 2004 ← | Liste der Nummer-eins-Hits in Österreich | Liste der Nummer-eins-Hits in Österreich | Liste der Nummer-eins-Hits in Österreich                                                                                      | 2006 →                    |
| \| Zeitraum \| Wo. ges. \| Interpret \| Titel Autor(en) \| Zusätzliche Informationen \| \| (Zeitraum, Wochen auf Platz eins, Interpret, Titel, Autor[en], zusätzliche Informationen) \| \| \| \| \| \| ----------------------------------------------------------------------------------------- \| -------- \| ----------------------------- \| ----------------------------------------------------------------------------------------------------------------------------- \| ------------------------- \| \| 26. Dezember 2004 – 22. Januar 2005 4 Wochen \| 4 \| Nu Pagadi \| Sweetest Poison Musik: Lucas Hilbert, Jörn-Uwe Fahrenkrog-Petersen; Text: Lucas Hilbert, Raymond Michael Garvey, Carlo Karges \| – \| \| 23. Januar 2005 – 9. April 2005 11 Wochen \| 11 \| Schnappi, das kleine Krokodil \| Schnappi Musik: Iris Gruttmann; Text: Rosita Blissenbach, Iris Gruttmann \| – \| \| 10. April 2005 – 7. Mai 2005 4 Wochen \| 4 \| Fettes Brot \| Emanuela Boris Lauterbach, Martin Vandreier, Björn Warns \| – \| \| 8. Mai 2005 – 14. Mai 2005 1 Woche \| 1 \| 50 Cent feat. Olivia \| Candy Shop Scott Spencer Storch, Curtis James Jackson \| – \| \| 15. Mai 2005 – 4. Juni 2005 3 Wochen \| 3 \| Ch!pz \| Cowboy Roel Esseboom, Johan Struik \| – \| \| 5. Juni 2005 – 6. August 2005 9 Wochen \| 9 \| Akon \| Lonely Gene Allen, Bobby Vinton \| – \| \| 7. August 2005 – 27. August 2005 3 Wochen \| 3 \| Rising Girl \| Rising Girl Musik: Simon Koschar, Werner Gesselbauer, Thomas Schriebl, Roland Taberhofer; Text: Werner Gesselbauer \| – \| \| 28. August 2005 – 3. September 2005 1 Woche \| 1 \| Juanes \| La camisa negra Juan Esteban Aristizábal Vázquez \| – \| \| 4. September 2005 – 15. Oktober 2005 6 Wochen \| 6 \| Tokio Hotel \| Durch den Monsun Patrick Benzner, Dave Roth, David Jost, Peter Hoffmann, Bill Kaulitz \| – \| \| 16. Oktober 2005 – 19. November 2005 5 Wochen \| 5 \| Sugababes \| Push the Button Dallas L. Austin, Heidi Range, Mutya Buena, Keisha Kerreece Fayeanne Buchanan \| – \| \| 28. November 2005 – 7. Januar 2006 5 Wochen \| 5 \| Madonna \| Hung Up Björn K. Ulvaeus, Benny Goran Bror Andersson, Stuart David Price, Madonna L. Ciccone \| – \| |                                          |                                          | |                           |
| ← 2004 |                                          |                                          | | → 2006 →                  |
| Zeitraum | Wo. ges.                                 | Interpret                                | Titel Autor(en) | Zusätzliche Informationen |
| (Zeitraum, Wochen auf Platz eins, Interpret, Titel, Autor[en], zusätzliche Informationen) |                                          |                                          | |                           |
| 26. Dezember 2004 – 22. Januar 2005 4 Wochen | 4                                        | Nu Pagadi                                | Sweetest Poison Musik: Lucas Hilbert, Jörn-Uwe Fahrenkrog-Petersen; Text: Lucas Hilbert, Raymond Michael Garvey, Carlo Karges | –                         |
| 23. Januar 2005 – 9. April 2005 11 Wochen | 11                                       | Schnappi, das kleine Krokodil            | Schnappi Musik: Iris Gruttmann; Text: Rosita Blissenbach, Iris Gruttmann                                                      | –                         |
| 10. April 2005 – 7. Mai 2005 4 Wochen | 4                                        | Fettes Brot                              | Emanuela Boris Lauterbach, Martin Vandreier, Björn Warns                                                                      | –                         |
| 8. Mai 2005 – 14. Mai 2005 1 Woche | 1                                        | 50 Cent feat. Olivia                     | Candy Shop Scott Spencer Storch, Curtis James Jackson                                                                         | –                         |
| 15. Mai 2005 – 4. Juni 2005 3 Wochen | 3                                        | Ch!pz                                    | Cowboy Roel Esseboom, Johan Struik                                                                                            | –                         |
| 5. Juni 2005 – 6. August 2005 9 Wochen | 9                                        | Akon                                     | Lonely Gene Allen, Bobby Vinton                                                                                               | –                         |
| 7. August 2005 – 27. August 2005 3 Wochen | 3                                        | Rising Girl                              | Rising Girl Musik: Simon Koschar, Werner Gesselbauer, Thomas Schriebl, Roland Taberhofer; Text: Werner Gesselbauer            | –                         |
| 28. August 2005 – 3. September 2005 1 Woche | 1                                        | Juanes                                   | La camisa negra Juan Esteban Aristizábal Vázquez                                                                              | –                         |
| 4. September 2005 – 15. Oktober 2005 6 Wochen | 6                                        | Tokio Hotel                              | Durch den Monsun Patrick Benzner, Dave Roth, David Jost, Peter Hoffmann, Bill Kaulitz                                         | –                         |
| 16. Oktober 2005 – 19. November 2005 5 Wochen | 5                                        | Sugababes                                | Push the Button Dallas L. Austin, Heidi Range, Mutya Buena, Keisha Kerreece Fayeanne Buchanan                                 | –                         |
| 28. November 2005 – 7. Januar 2006 5 Wochen | 5                                        | Madonna                                  | Hung Up Björn K. Ulvaeus, Benny Goran Bror Andersson, Stuart David Price, Madonna L. Ciccone                                  | –                         |

## Alben
| ← 2004 ← | Liste der Nummer-eins-Alben in Österreich | Liste der Nummer-eins-Alben in Österreich                | Liste der Nummer-eins-Alben in Österreich | 2006 →                    |
| \| Zeitraum \| Wo. ges. \| Interpret \| Titel \| Zusätzliche Informationen \| \| (Zeitraum, Wochen auf Platz eins, Interpret, Titel, zusätzliche Informationen) \| \| \| \| \| \| ------------------------------------------------------------------------------ \| -------- \| -------------------------------------------------------- \| ---------------------------- \| ------------------------- \| \| 11. Dezember 2004 – 1. Januar 2005 3 Wochen (insgesamt 6) \| 6 \| Kiddy Contest Kids \| Kiddy Contest Vol. 10 \| – \| \| 2. Januar 2005 – 15. Januar 2005 2 Wochen (insgesamt 4) \| 4 \| Robbie Williams \| Greatest Hits \| – \| \| 16. Januar 2005 – 22. Januar 2005 1 Woche (insgesamt 2) \| 2 \| Söhne Mannheims \| Noiz \| – \| \| 23. Januar 2005 – 5. Februar 2005 2 Wochen \| 2 \| Die Wiener Philharmoniker unter Leitung von Lorin Maazel \| Neujahrskonzert 2005 \| – \| \| 6. Februar 2005 – 19. Februar 2005 2 Wochen \| 2 \| Austria for Asia \| Deine Hilfe wird gebraucht \| – \| \| 20. Februar 2005 – 5. März 2005 2 Wochen \| 2 \| Green Day \| American Idiot \| – \| \| 6. März 2005 – 12. März 2005 1 Woche \| 1 \| Ray Charles \| Genius Loves Company \| – \| \| 13. März 2005 – 2. April 2005 3 Wochen \| 3 \| Schnappi \| Schnappi und seine Freunde \| – \| \| 3. April 2005 – 16. April 2005 2 Wochen \| 2 \| Nena \| Willst du mit mir gehn \| – \| \| 17. April 2005 – 7. Mai 2005 3 Wochen (insgesamt 5) \| 5 \| Wir sind Helden \| Von hier an blind \| – \| \| 8. Mai 2005 – 14. Mai 2005 1 Woche \| 1 \| Bruce Springsteen \| Devils & Dust \| – \| \| 15. Mai 2005 – 28. Mai 2005 2 Wochen (insgesamt 5) \| 5 \| Wir sind Helden \| Von hier an blind \| – \| \| 29. Mai 2005 – 18. Juni 2005 3 Wochen \| 3 \| System of a Down \| Mezmerize \| – \| \| 19. Juni 2005 – 16. Juli 2005 4 Wochen \| 4 \| Coldplay \| X&Y \| – \| \| 17. Juli 2005 – 6. August 2005 3 Wochen (insgesamt 7) \| 7 \| Banaroo \| Banaroo’s World \| – \| \| 7. August 2005 – 13. August 2005 1 Woche \| 1 \| Söhne Mannheims \| Power of the Sound \| – \| \| 14. August 2005 – 10. September 2005 4 Wochen (insgesamt 7) \| 7 \| Banaroo \| Banaroo’s World \| – \| \| 11. September 2005 – 17. September 2005 1 Woche \| 1 \| Hansi Hinterseer \| So ein schöner Tag \| – \| \| 18. September 2005 – 1. Oktober 2005 2 Wochen \| 2 \| The Rolling Stones \| A Bigger Bang \| – \| \| 2. Oktober 2005 – 22. Oktober 2005 3 Wochen \| 3 \| Bon Jovi \| Have a Nice Day \| – \| \| 23. Oktober 2005 – 29. Oktober 2005 1 Woche (insgesamt 2) \| 2 \| Tokio Hotel \| Schrei \| – \| \| 30. Oktober 2005 – 5. November 2005 1 Woche \| 1 \| Depeche Mode \| Playing the Angel \| – \| \| 6. November 2005 – 10. November 2005 1 Woche (insgesamt 4a)) \| 4a) \| Robbie Williams \| Intensive Care \| – \| \| 11. November 2005 – 17. November 2005 1 Woche \| 1 \| Rammstein \| Rosenrot \| – \| \| 18. November 2005 – 24. November 2005 1 Woche (insgesamt 3) \| 3 \| Kiddy Contest Kids \| Kiddy Contest Vol. 11 \| – \| \| 25. November 2005 – 1. Dezember 2005 1 Woche \| 1 \| Madonna \| Confessions on a Dance Floor \| – \| \| 2. Dezember 2005 – 8. Dezember 2005 1 Woche (insgesamt 3) \| 3 \| Kiddy Contest Kids \| Kiddy Contest Vol. 11 \| – \| \| 9. Dezember 2005 – 15. Dezember 2005 1 Woche (insgesamt 2) \| 2 \| Xavier Naidoo \| Telegramm für X \| – \| \| 16. Dezember 2005 – 22. Dezember 2005 1 Woche (insgesamt 3) \| 3 \| Kiddy Contest Kids \| Kiddy Contest Vol. 11 \| – \| \| 23. Dezember 2005 – 14. Januar 2006 3 Wochen (insgesamt 4) \| 4 \| Robbie Williams \| Intensive Care \| – \| |                                           |                                                          |                                           |                           |
| ← 2004 |                                           |                                                          |                                           | → 2006 →                  |
| Zeitraum | Wo. ges.                                  | Interpret                                                | Titel                                     | Zusätzliche Informationen |
| (Zeitraum, Wochen auf Platz eins, Interpret, Titel, zusätzliche Informationen) |                                           |                                                          |                                           |                           |
| 11. Dezember 2004 – 1. Januar 2005 3 Wochen (insgesamt 6) | 6                                         | Kiddy Contest Kids                                       | Kiddy Contest Vol. 10                     | –                         |
| 2. Januar 2005 – 15. Januar 2005 2 Wochen (insgesamt 4) | 4                                         | Robbie Williams                                          | Greatest Hits                             | –                         |
| 16. Januar 2005 – 22. Januar 2005 1 Woche (insgesamt 2) | 2                                         | Söhne Mannheims                                          | Noiz                                      | –                         |
| 23. Januar 2005 – 5. Februar 2005 2 Wochen | 2                                         | Die Wiener Philharmoniker unter Leitung von Lorin Maazel | Neujahrskonzert 2005                      | –                         |
| 6. Februar 2005 – 19. Februar 2005 2 Wochen | 2                                         | Austria for Asia                                         | Deine Hilfe wird gebraucht                | –                         |
| 20. Februar 2005 – 5. März 2005 2 Wochen | 2                                         | Green Day                                                | American Idiot                            | –                         |
| 6. März 2005 – 12. März 2005 1 Woche | 1                                         | Ray Charles                                              | Genius Loves Company                      | –                         |
| 13. März 2005 – 2. April 2005 3 Wochen | 3                                         | Schnappi                                                 | Schnappi und seine Freunde                | –                         |
| 3. April 2005 – 16. April 2005 2 Wochen | 2                                         | Nena                                                     | Willst du mit mir gehn                    | –                         |
| 17. April 2005 – 7. Mai 2005 3 Wochen (insgesamt 5) | 5                                         | Wir sind Helden                                          | Von hier an blind                         | –                         |
| 8. Mai 2005 – 14. Mai 2005 1 Woche | 1                                         | Bruce Springsteen                                        | Devils & Dust                             | –                         |
| 15. Mai 2005 – 28. Mai 2005 2 Wochen (insgesamt 5) | 5                                         | Wir sind Helden                                          | Von hier an blind                         | –                         |
| 29. Mai 2005 – 18. Juni 2005 3 Wochen | 3                                         | System of a Down                                         | Mezmerize                                 | –                         |
| 19. Juni 2005 – 16. Juli 2005 4 Wochen | 4                                         | Coldplay                                                 | X&Y                                       | –                         |
| 17. Juli 2005 – 6. August 2005 3 Wochen (insgesamt 7) | 7                                         | Banaroo                                                  | Banaroo’s World                           | –                         |
| 7. August 2005 – 13. August 2005 1 Woche | 1                                         | Söhne Mannheims                                          | Power of the Sound                        | –                         |
| 14. August 2005 – 10. September 2005 4 Wochen (insgesamt 7) | 7                                         | Banaroo                                                  | Banaroo’s World                           | –                         |
| 11. September 2005 – 17. September 2005 1 Woche | 1                                         | Hansi Hinterseer                                         | So ein schöner Tag                        | –                         |
| 18. September 2005 – 1. Oktober 2005 2 Wochen | 2                                         | The Rolling Stones                                       | A Bigger Bang                             | –                         |
| 2. Oktober 2005 – 22. Oktober 2005 3 Wochen | 3                                         | Bon Jovi                                                 | Have a Nice Day                           | –                         |
| 23. Oktober 2005 – 29. Oktober 2005 1 Woche (insgesamt 2) | 2                                         | Tokio Hotel                                              | Schrei                                    | –                         |
| 30. Oktober 2005 – 5. November 2005 1 Woche | 1                                         | Depeche Mode                                             | Playing the Angel                         | –                         |
| 6. November 2005 – 10. November 2005 1 Woche (insgesamt 4a)) | 4a)                                       | Robbie Williams                                          | Intensive Care                            | –                         |
| 11. November 2005 – 17. November 2005 1 Woche | 1                                         | Rammstein                                                | Rosenrot                                  | –                         |
| 18. November 2005 – 24. November 2005 1 Woche (insgesamt 3) | 3                                         | Kiddy Contest Kids                                       | Kiddy Contest Vol. 11                     | –                         |
| 25. November 2005 – 1. Dezember 2005 1 Woche | 1                                         | Madonna                                                  | Confessions on a Dance Floor              | –                         |
| 2. Dezember 2005 – 8. Dezember 2005 1 Woche (insgesamt 3) | 3                                         | Kiddy Contest Kids                                       | Kiddy Contest Vol. 11                     | –                         |
| 9. Dezember 2005 – 15. Dezember 2005 1 Woche (insgesamt 2) | 2                                         | Xavier Naidoo                                            | Telegramm für X                           | –                         |
| 16. Dezember 2005 – 22. Dezember 2005 1 Woche (insgesamt 3) | 3                                         | Kiddy Contest Kids                                       | Kiddy Contest Vol. 11                     | –                         |
| 23. Dezember 2005 – 14. Januar 2006 3 Wochen (insgesamt 4) | 4                                         | Robbie Williams                                          | Intensive Care                            | –                         |

a) Seit dem 11. November 2005 ist der Veröffentlichungstag der österreichischen Charts der Freitag statt des Sonntags.

## Jahreshitparaden
| ← 2004 ← | Liste der Nummer-eins-Hits in Österreich | Liste der Nummer-eins-Hits in Österreich | Liste der Nummer-eins-Hits in Österreich | 2006 →   |
| \| Singles \| Position# \| Alben \| \| ----------------------------------------------------------------------------------------------------------------------------------------------------------------- \| --------- \| ---------------------------------------- \| \| Schnappi Schnappi, das kleine Krokodil Musik: Iris Gruttmann; Text: Rosita Blissenbach, Iris Gruttmann \| 1 \| American Idiot Green Day \| \| Durch den Monsun Tokio Hotel Patrick Benzner, Dave Roth, David Jost, Peter Hoffmann, Bill Kaulitz \| 2 \| Kiddy Contest Vol. 11 Kiddy Contest Kids \| \| Lonely Akon Gene Allen, Bobby Vinton \| 3 \| Intensive Care Robbie Williams \| \| Ch!pz in Black (Who You Gonna Call) Ch!pz Jan Michael Langhoff, Peter Hartmann Kristiansen \| 4 \| Noiz Söhne Mannheims \| \| Push the Button Sugababes Dallas L. Austin, Heidi Range, Mutya Buena, Keisha Kerreece Fayeanne Buchanan \| 5 \| Von hier an blind Wir sind Helden \| \| Emanuela Fettes Brot Boris Lauterbach, Martin Vandreier, Björn Warns \| 6 \| Greatest Hits Robbie Williams \| \| First Day of My Life Melanie C Enrique M. Iglesias, Guy Antony Chambers \| 7 \| Kiddy Contest Vol. 10 Kiddy Contest Kids \| \| Numb/Encore Jay-Z & Linkin Park Kanye West, Chester Charles Bennington, Robert G. Bourdon, Brad Delson, David Farrell, Joseph Hahn, Mike Shinoda, Shawn C. Carter \| 8 \| X & Y Coldplay \| \| Die Eine 2005 Die Firma Musik: Daniel Sluga; Text: Alexander Terboven \| 9 \| Willst du mit mir gehen Nena \| \| La camisa negra Juanes Juan Esteban Aristizábal Vázquez \| 5 \| Schrei Tokio Hotel \| |                                          |                                          |                                          |          |
| ← 2004 |                                          |                                          |                                          | → 2006 → |
| Singles | Position#                                | Alben                                    |                                          |          |
| Schnappi Schnappi, das kleine Krokodil Musik: Iris Gruttmann; Text: Rosita Blissenbach, Iris Gruttmann | 1                                        | American Idiot Green Day                 |                                          |          |
| Durch den Monsun Tokio Hotel Patrick Benzner, Dave Roth, David Jost, Peter Hoffmann, Bill Kaulitz | 2                                        | Kiddy Contest Vol. 11 Kiddy Contest Kids |                                          |          |
| Lonely Akon Gene Allen, Bobby Vinton | 3                                        | Intensive Care Robbie Williams           |                                          |          |
| Ch!pz in Black (Who You Gonna Call) Ch!pz Jan Michael Langhoff, Peter Hartmann Kristiansen | 4                                        | Noiz Söhne Mannheims                     |                                          |          |
| Push the Button Sugababes Dallas L. Austin, Heidi Range, Mutya Buena, Keisha Kerreece Fayeanne Buchanan | 5                                        | Von hier an blind Wir sind Helden        |                                          |          |
| Emanuela Fettes Brot Boris Lauterbach, Martin Vandreier, Björn Warns | 6                                        | Greatest Hits Robbie Williams            |                                          |          |
| First Day of My Life Melanie C Enrique M. Iglesias, Guy Antony Chambers | 7                                        | Kiddy Contest Vol. 10 Kiddy Contest Kids |                                          |          |
| Numb/Encore Jay-Z & Linkin Park Kanye West, Chester Charles Bennington, Robert G. Bourdon, Brad Delson, David Farrell, Joseph Hahn, Mike Shinoda, Shawn C. Carter | 8                                        | X & Y Coldplay                           |                                          |          |
| Die Eine 2005 Die Firma Musik: Daniel Sluga; Text: Alexander Terboven | 9                                        | Willst du mit mir gehen Nena             |                                          |          |
| La camisa negra Juanes Juan Esteban Aristizábal Vázquez | 5                                        | Schrei Tokio Hotel                       |                                          |          |